# Olsynium chrysochromum
Olsynium chrysochromum är en irisväxtart som beskrevs av J.M.Watson och A.R.Flores. Olsynium chrysochromum ingår i släktet Olsynium och familjen irisväxter. Inga underarter finns listade i Catalogue of Life.